# Semussac
Semussac település Franciaországban, Charente-Maritime megyében. Lakosainak száma 2532 fő (2022. január 1.). Semussac Arces, Le Chay, Corme-Écluse, Cozes, Grézac, Médis, Meschers-sur-Gironde és Saint-Georges-de-Didonne községekkel határos.

## Népesség
A település népessége az elmúlt években az alábbi módon változott:
| Lakosok száma | 902  | 1006 | 1208 | 1778 | 2198 | 2337 | 2333 | 2405 | 2429 | 2532 |
|               | 1968 | 1982 | 1990 | 2006 | 2013 | 2015 | 2017 | 2019 | 2020 | 2022 |